# Scrophularia jafrii
Scrophularia jafrii är en flenörtsväxtart som beskrevs av S. Khatoon och M. Qaiser. Scrophularia jafrii ingår i släktet flenörter, och familjen flenörtsväxter. Inga underarter finns listade i Catalogue of Life.